# Пратавекија (Кунео)
Пратавекија је насеље у Италији у округу Кунео, региону Пијемонт.
Према процени из 2011. у насељу је живело 218 становника. Насеље се налази на надморској висини од 593 м.